# Elliot Giles
Elliot Giles (Birmingham, Reino Unido, 26 de mayo de 1994) es un atleta británico, especialista en la prueba de 800 m en la que llegó a ser medallista de bronce europeo en 2016.

## Carrera deportiva
En el Campeonato Europeo de Atletismo de 2016 ganó la medalla de bronce en los 800 metros, con un tiempo de 1:45.54 segundos que fue su mejor marca personal, llegando a meta tras los polacos Adam Kszczot y Marcin Lewandowski (plata).